# Euphorbia bemarahaensis
Euphorbia bemarahaensis es una especie fanerógama perteneciente a la familia Euphorbiaceae. Es endémica de la Madagascar en la Provincia de Mahajanga.

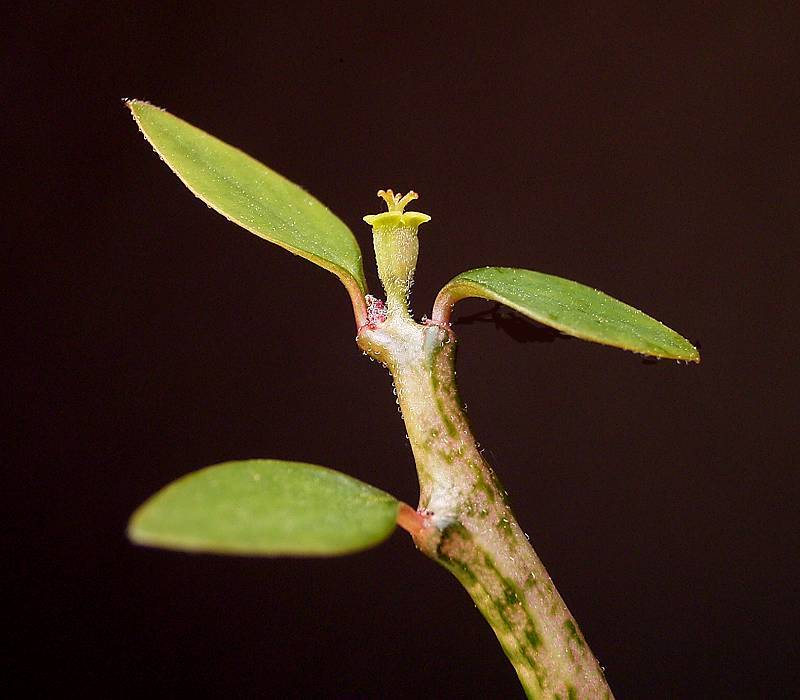
Detalle de hojas y ciato

## Descripción
Es una planta suculenta con tallos ramificados, que alcanza un tamaño de hasta 50 cm de altura. Las hojas son pequeñas, obovadas, opuestas, de color verde claro y consistencia coriácea. La inflorescencia es un ciato solitario con pequeñas brácteas de color amarillo-verdoso que forma una cáscara ahuecada alrededor de una sola flor femenina central, rodeado por más flores masculinas. El fruto es una cápsula dehiscente que contiene tres semillas .

## Distribución y hábitat
E. bemarahaensis se limita a la región de Bemaraha Tsingy en Madagascar, donde crece en sustratos rocosos de piedra caliza.

## Taxonomía
Euphorbia bemarahaensis fue descrita por Rauh & Ralph Daniel Mangelsdorff  y publicado en Succulentes 22(1): 12. 1999.
Etimología
Euphorbia: nombre genérico que deriva del médico griego del rey Juba II de Mauritania (52 a 50 a. C. - 23), Euphorbus, en su honor – o en alusión a su gran vientre –  ya que usaba médicamente Euphorbia resinifera. En 1753 Carlos Linneo asignó el nombre a todo el género.
bemarahaensis: epíteto geográfico que se refiere a su localización en Bemaraha Tsingy en Madagascar.